# K’inich K’an Joy Chitam II.

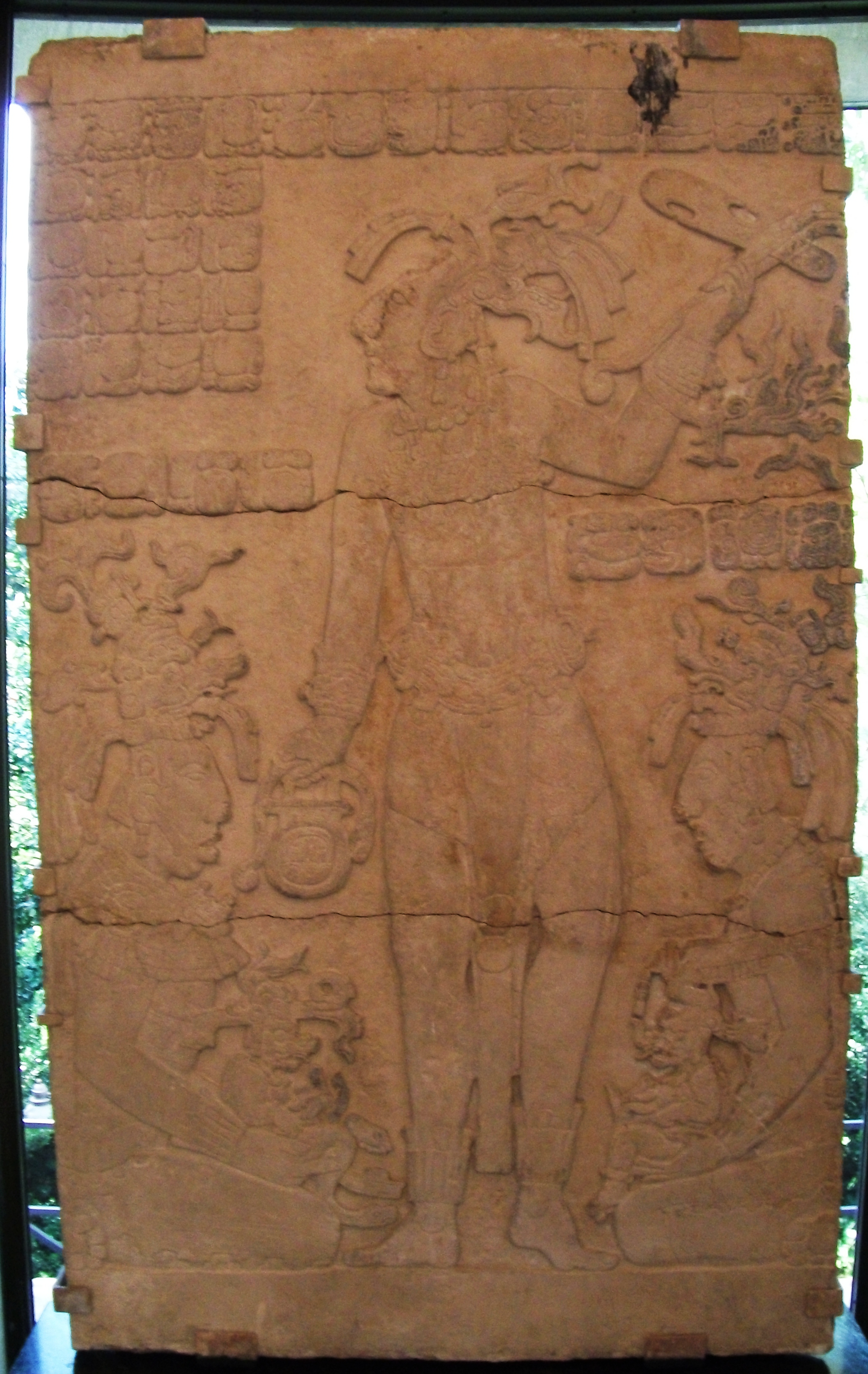
Relief mit Darstellung von K’inich K’an Joy Chitam II.; Dumbarton Oaks, Washington, D.C.

Umzeichnung einer Namensnennung von K’inich K’an Joy Chitam II.

K’inich K’an Joy Chitam II. (* 2. November 644; † um 721?) war ein Herrscher (Ajaw) der Maya-Stadt Palenque. Er regierte vom 30. Mai 702 bis etwa 711.

## Herkunft und Familie
K’inich K’an Joy Chitam II. wurde am 2. November 644 (Lange Zählung 9.10.11.17.0, Kalenderrunde 11 Ahaw 8 Mak) als Sohn von K’inich Janaab Pakal I. (* 603; † 683) und dessen Gemahlin Tz’akbu Ajaw (* um 612?; † 672) geboren. Er hatte zwei Brüder: seinen Vorgänger K’inich Kan Bahlam II. (* 635; † um 702) und Tiwol Chan Mat (* 647; † 680), der selbst nie regierte, aber Stammvater aller noch auf K’inich K’an Joy Chitam II. folgenden Herrscher werden sollte.

## Regierungszeit

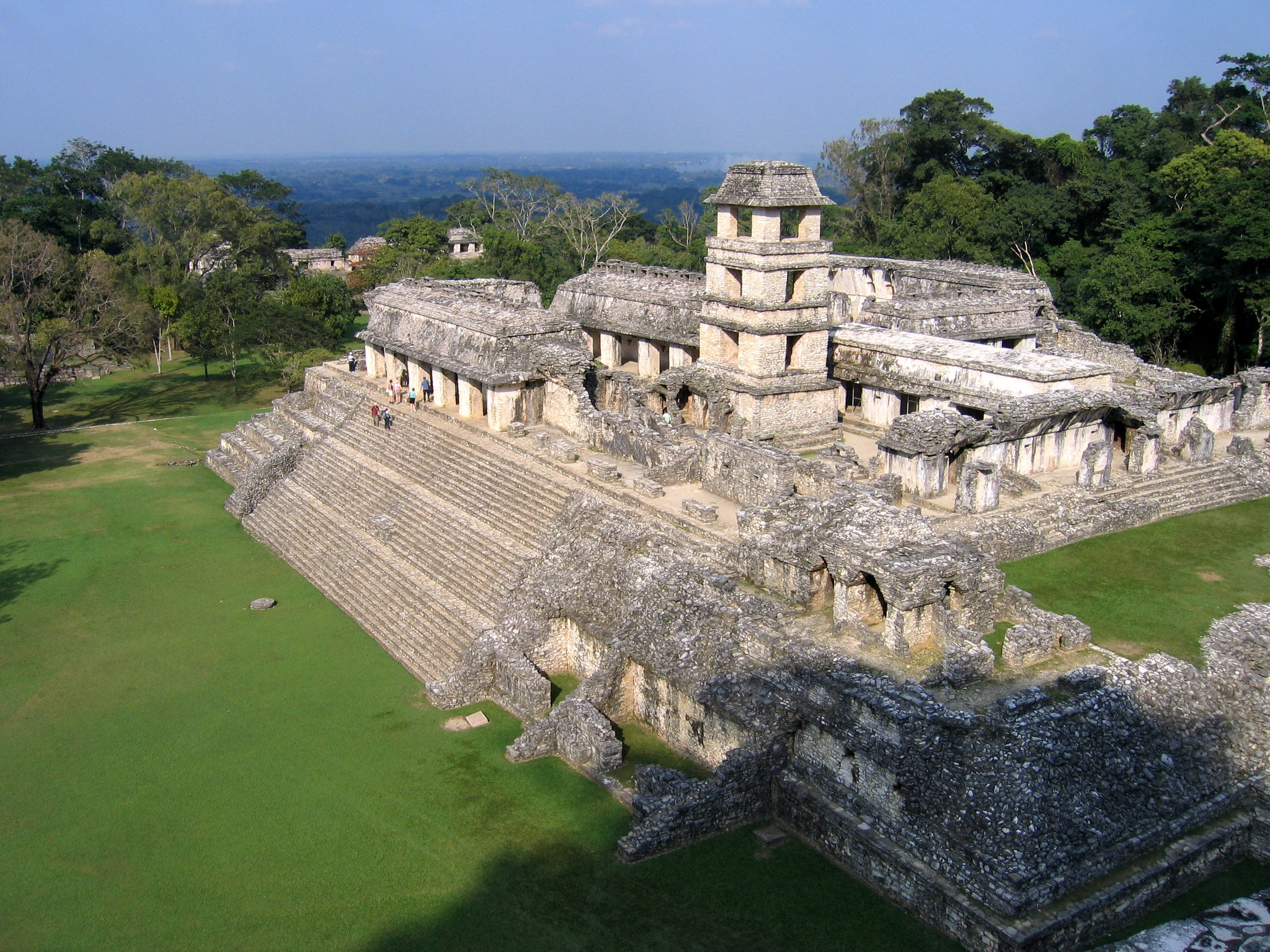
Der Palast

K’inich K’an Joy Chitam II. bestieg den Thron am 30. Mai 702 (9.13.10.6.8, 5 Lamat 6 Xul) im Alter von 57 Jahren. Über seine frühe Regierungszeit ist abgesehen von seiner Bautätigkeit kaum etwas bekannt. So fügte er etwa dem unter seinem Vater begonnenen Neubau des Palastes weitere Anbauten hinzu. Erst für das Jahr 711 ist ein einschneidendes politisches Ereignis überliefert. In diesem Jahr kam es zu einem Kriegszug gegen Palenque durch den Nachbarstaat Toniná, der zur Gefangennahme von K’inich K’an Joy Chitam II. führte. Sein weiteres Schicksal wird kontrovers diskutiert. Als sicher gilt, dass er nicht unmittelbar nach seiner Gefangennahme ermordet, sondern stattdessen gefangen gehalten wurde. Da somit kein neuer Herrscher ernannt werden konnte, installierte Toniná einen Statthalter namens Xok. Allerdings wurden mittlerweile zwei Inschriften aus Piedras Negras und Palenque identifiziert, die K’inich K’an Joy Chitam II. noch für 714 bzw. 718 als Herrscher nennen, möglicherweise war er also von Toniná wieder inthronisiert worden, wenn vielleicht auch nur als Vasall.